# Shikokuchuo
Shikokuchūō (四国中央市; -shi) é uma cidade japonesa localizada na província de Ehime.
Em 2004 a cidade tinha uma população estimada em 96 003 habitantes e uma densidade populacional de 228,59 h/km². Tem uma área total de 419,98 km².
Recebeu o estatuto de cidade a 1 de Abril de 2004, quando as vilas de Kawanoe, Mishima e Doi e a aldeia de Shingu foram fundidas na nova cidade. O nome significa, literalmente, Cidade Central de Shikoku - nome revelador da pretensão de se tornar a nova capital da ilha de Shikoku, caso as suas quatro províncias sejam unidas numa só, como está planeado. O nome tem sido, contudo, muito criticado. As antigas cidades de Kawanoe e Mishima (as duas maiores cidades que foram fundidas) têm mostrado alguma rivalidade no sentido de controlarem a nova cidade.